# Эне-ле-Вьей (замок)
Эне-ле-Вьей (фр. Château d'Ainay-le-Vieil) — хорошо сохранившийся позднесредневековый замок в коммуне Эне-ле-Вьей, в департаменте Шер, в регионе Центр — Долина Луары, Франция. Замок, который часто именуют «маленький Каркассон», является частью многих туристических маршрутов. По своему типу он является замком на воде.
Комплекс возведён в XIV веке на месте крепости XII века. Между 1500 и 1505 Шарль де Биньи, чьи предки получили крепость после того, как её конфисковали у знаменитого богача Жака Кёра, перестроил замок в стиле Людовика XII. С 1467 года Эне-ле-Вьей остаётся во владении одной и той же семьи. Последние три поколения он наследуется по женской линии. Современные собственники считают своим предком, в частности, Жана-Батиста Кольбера, первого министра в правительстве Людовика XIV.

## История

### Ранний период

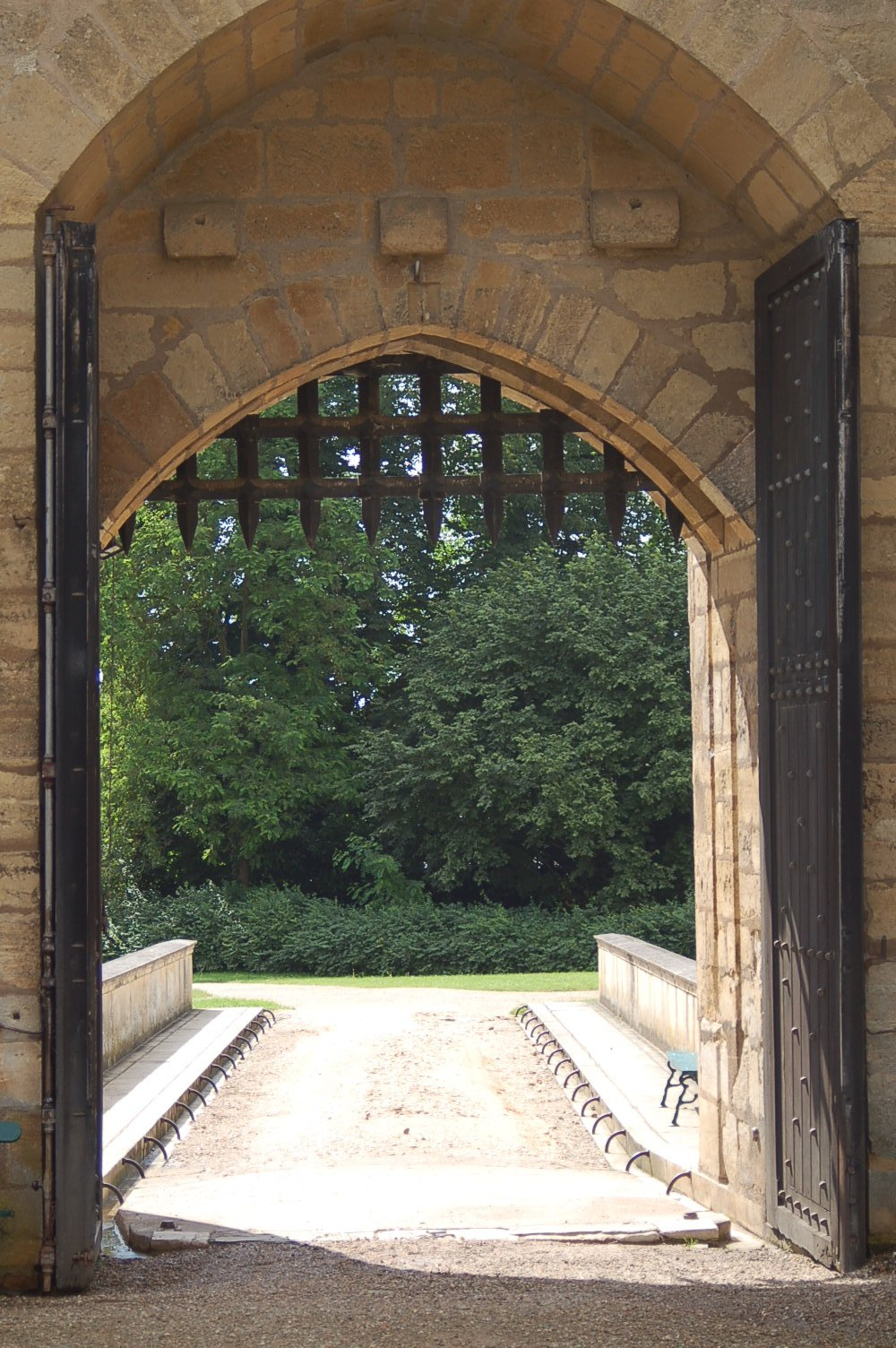
Реконструированные средневековые ворота

Замок построен на месте, где когда-то находилась галло-римская вилла. Ещё в раннее Средневековье здесь был построен укреплённый усадебный дом. Сам регион находился на границе франкских владений и Аквитании. Позднее здесь пролегала граница между землями, принадлежавшими королям Франции и Англии (Аквитания являлась наследственным владением Плантагенетов). Поэтому большое значение придавалось оборонительным качествам крепости. Вплоть до конца Столетней войны фортификационные сооружения усиливались и укреплялись. В числе прочего было построено двойное кольцо стен (внешнее не сохранилось). Среди владельцев замка встречались люди особо близкие к трону: Бурбоны, де Барре и другие.
Первое упоминание об укреплении в этом месте встречается в картулярии Шампани конца XII века. C 1180-х годов местность именуется Ainacum Vetus (Ainay-le-Vieil). Рядом проходила старинная римская дорога, соединявшая Бурж и Нери-ле-Бен. То есть место было стратегически важным.
С кона XII века имение принадлежало могущественному роду Де Барре. В 1213 году хозяином замка стал Пьер де Барре. В том же году он передаёт окрестные земли в аренду аббатству Бюссье.   Два акта с завещанием (от 1235 и 1236 годов) подтверждают это решение. Пьер де Баррес, вероятно, был одним из многих сводных братьев Гильома III де Барре. Тот прославился как спаситель короля Филиппа II Августа в битве при Бувине в 1214 году.
Хотя это не подтверждается никаким актом, к имению Эне-ле-Вьей, должно быть, имел с XIV века какое-то непосредственное отношение род Бурбонов. Во всяком случае в 1216 году Пьер де Барре принёс присягу Бурбонам и получил право охотиться в лесу Тронсэ. Пьер де Баррес умер около 1233 года. Скорее всего ему наследовал старший сын Вильгельм I (умер после 1243 года), а ему — Пьер II де Барре, умерший в 1310 году.

### XIV–XV века
С начала XIV века имением Энэ-ле-Вьей более столетия владела семья Сюлли, родом из замка Сюлли-сюр-Луар, владевшая синьорией Сюлли. Причём не очень понятно, как именно этот рад оказался собственником Энэ-ле-Вьей. Но именно представители рода Сюлли около 1330 года провели серьёзную модернизацию крепости. И это обстоятельство сыграло вскоре важную роль. После победы англичан в битве при Пуатье в 1356 году Энэ-ле-Вьей оказался единственным замком региона, который остался под контролем французов.
Земля Эне-ле-Вьей перешла во владение баронского рода Кюлан в 1433 году. Этому предшествовала женитьба Шарля де Кюлана на Белль-Ассез де Сюлли, дочери Жоффруа де Сюлли. Однако уже в 1435 году замок и поместье купил Жак Кёр, казначей короля Карла VII. Правда, после опалы Кёра, его владения оказались конфискованы.

### XVI век
Ещё в 14 декабря 1467 года владельцем имения и замка оказался род Биньи. Члены этой семьи остаются хозяевами замка до настоящего времени. После окончания Столетней войны замок постепенно утратил своё стратегическое значение. И Шарль де Биньи решил построить в северо-восточной части крепости более комфортное жилье. Так появилась резиденция в стиле Людовика XII. Её строили из кирпича и камня между 1500 и 1505 годами. Потомки Шарля де Биньи занимали важные должности при дворе. Его сын Клод был назначен командующим парижской крепости Бастилия, а внук Жильбер стал дворецким у королевы Екатерины Медичи.
В ходе реконструкций вся крепость постепенно теряла облик фортификационного объекта и всё больше походила на роскошный дворцовый комплекс. В частности оконные проёмы вместо прежних узких бойниц становились широкими окнами. Около 1527 года по инициативе Жильбером де Биньи в одной из башен появилась капелла.

### XVII век

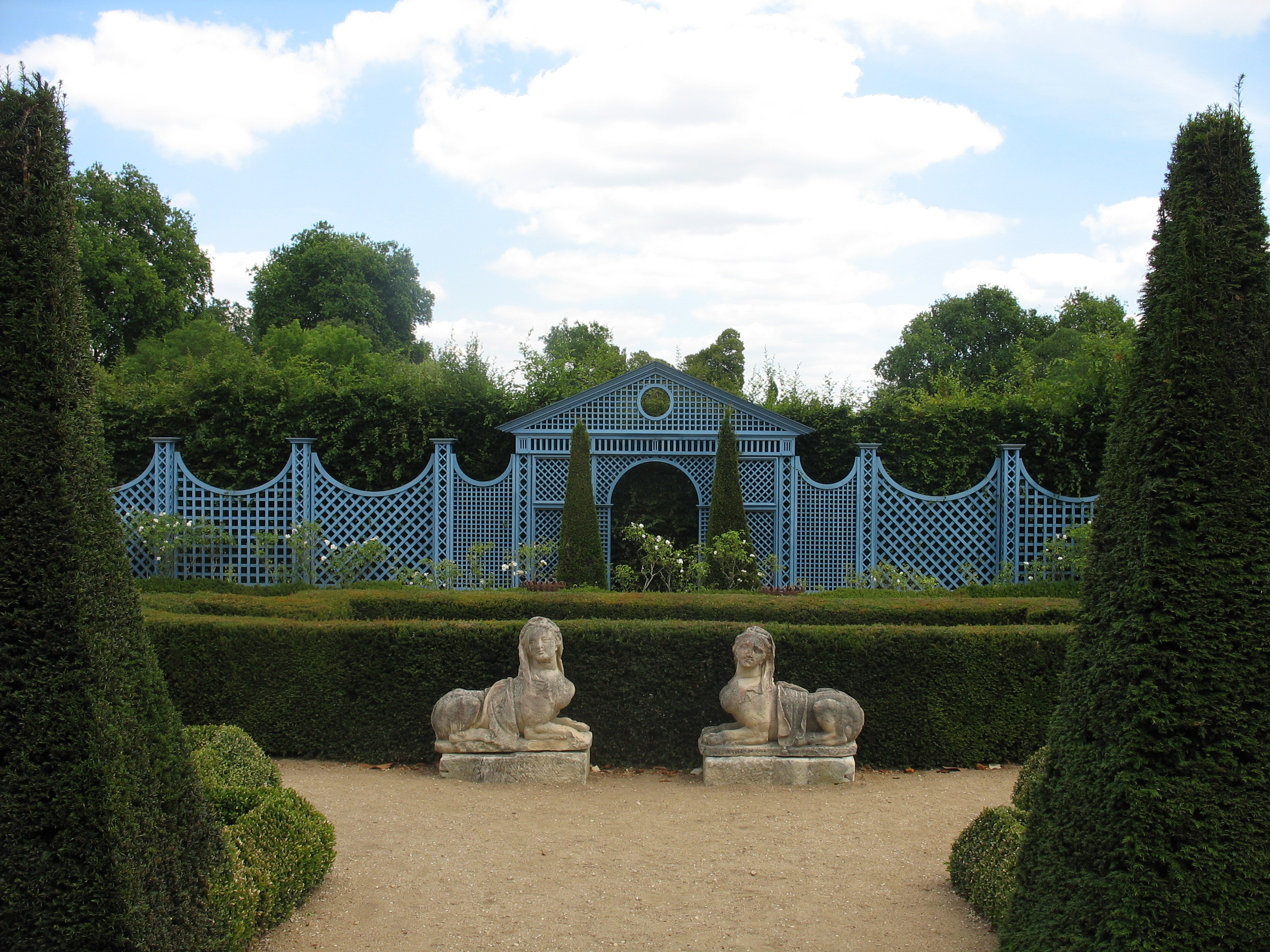
Замковый парк

Около 1600 года рядом с замком были построены два павильона в стиле позднего ренессанса. Они обозначали вход в ренессансные сады. Их разбили по приказу  маркиза де Биньи, который, желал подражать придворной моде того времени.

### XVIII
Драматические события Великой французской революции спасли замок от разорения. При этом владельцы Эне-ле-Вьей предпочитали пережидать смутные времена в замке Биньи. Однако с началом якобинского террора маркиз был арестован и обезглавлен на гильотине. Его супруга смогла уехать в изгнание в Англию, а сын погиб в ходе Киберонской экспедиции, в которой роялисты сражались с революционной армией.

### XIX–XX века

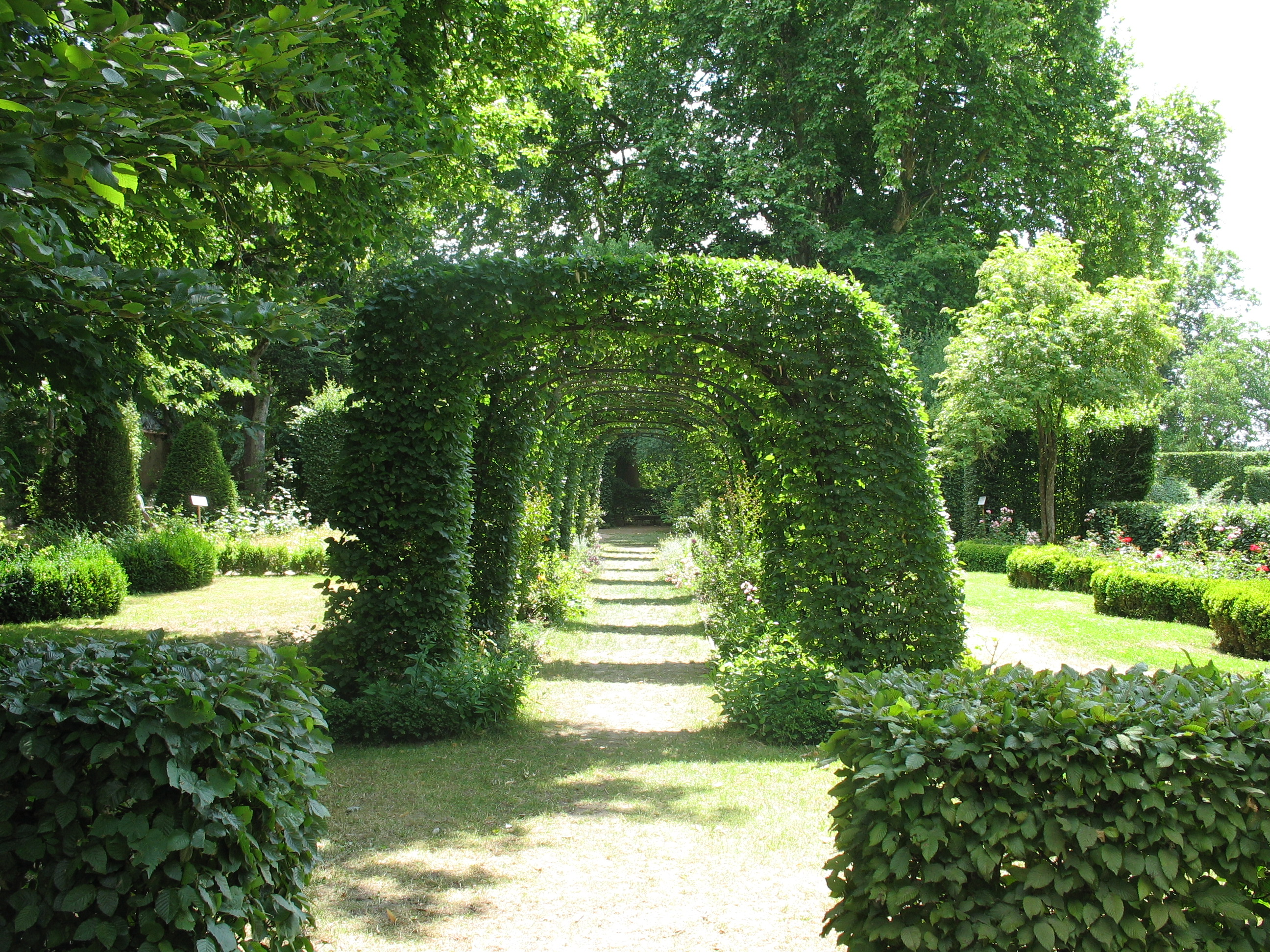
Аллеи в парке

В начале XIX века замок унаследовал Анатоль де Шевенон, племянник казнённого маркиза. Он начал восстановление комплекса. Главные работы производились в период с 1855 по 1860 год. Были восстановлены и роскошные сады вокруг замка. Окружающий парк достиг площади семь гектаров и преобразился в ландшафтный.
После Анатоля владелицей замка стала его дочь, графиня Вильфранш. Затем поместье Энэ-ле-Вьей перешло к её дочери, маркизе де Кольбер. И наконец следующей собственницей стала баронесса Жеро д'Алиньи, дочь маркизы де Кольбер.
В 1954 барон и баронесса Жеро д'Алиньи, родители нынешних владельцев, решили открыть замок для публики. Поместье было включено в маршрут Route du Coeur de la France, первого из исторических маршрутов Франции. Путешествие подразумевало посещение нескольких частных замков. Позже появился Маршрут Жака-Кёра. С каждым годом количество туристов только росло. С 1982 года в замке стали проходить регулярные выставки, а также проводится концерты и другие культурные мероприятия. В 1984 году сильная буря нанесла огромный урон парку. Оказались повалены десятки старинных деревьев. Тем не менее уже в 1988 сады при замке были включены в туристический маршрут парков и садов Центрального региона.
В 1993 году баронесса Жеро д'Алиньи и барон Огюст д'Алиньи создали компанию по управлению замком и поместьем. Её управляющим стали шесть человек: супруги и их дети.

## Описание
Замок Эне-ле-Вьей — одна из наиболее хорошо сохранившихся феодальных крепостей в центральной Франции. Сохранившиеся внешние стены, скорее всего построены во второй половине XIII века. Об этом свидетельствуют характерные узкие бойницы для лучников. Исследователи отмечает схожесть укреплений Эне-ле-Вьей с замком Бийи.
Замок имеет форму неправильного восьмиугольника и занимает площадь более половины гектара. Снаружи крепость окружена рвами с водой. В прежние времена замок имел второе кольцо внешних стен и ещё один внешний ров. Через водные преграды были перекинуты подъёмные мосты. Позднее их заменили стационарными. Снесённые к настоящему времени внешние стены огораживали внушительную территорию, площадь которой достигала трёх гектаров. Хорошо сохранились высокие зубчатые стены и девять башен. Вход в крепость был защищён дополнительными укреплениями.
Важной достопримечательностью замка является резиденция в стиле Людовика XII. Её монументальные фасады, строгие формы и лестничная башня являются прекрасным образцом французской архитектуры XV века и напоминают дворец  Людовика XII Шато-де-Блуа. В свою очередь лестничная башня является упрощенной копией Львиной башни замка Мейан. В резиденции всё призвано демонстрировать роскошь и богатство владельцев. Если высокие крыши и винтовая лестница повторяют французскую средневековую традицию, то наложение эркеров, организующих ритм фасадов и декоративные арки — это всё веяния новой эпохи Ренессанса.

## Галерея

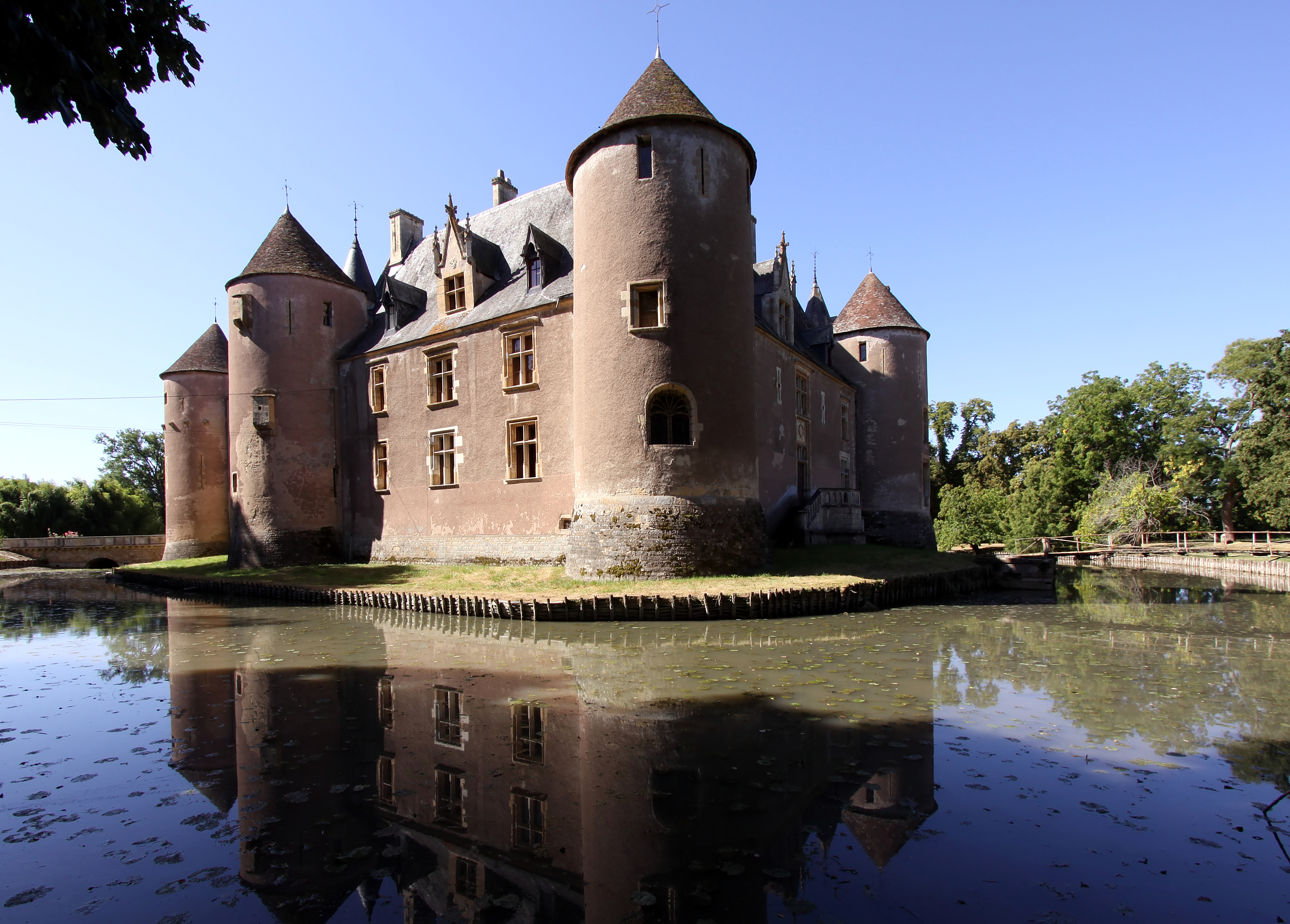
Вид замка с южной стороны
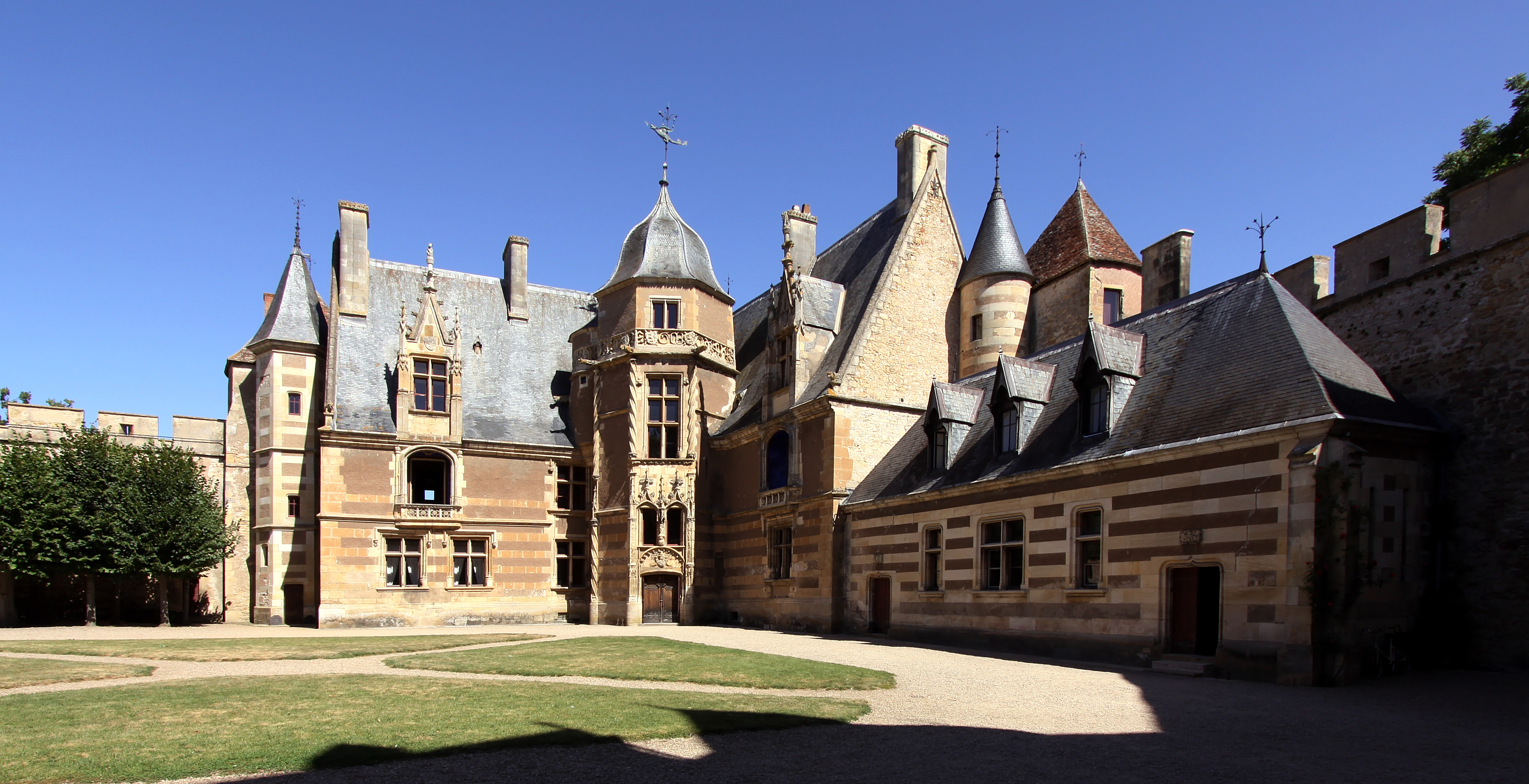
Внутренний двор комплекса
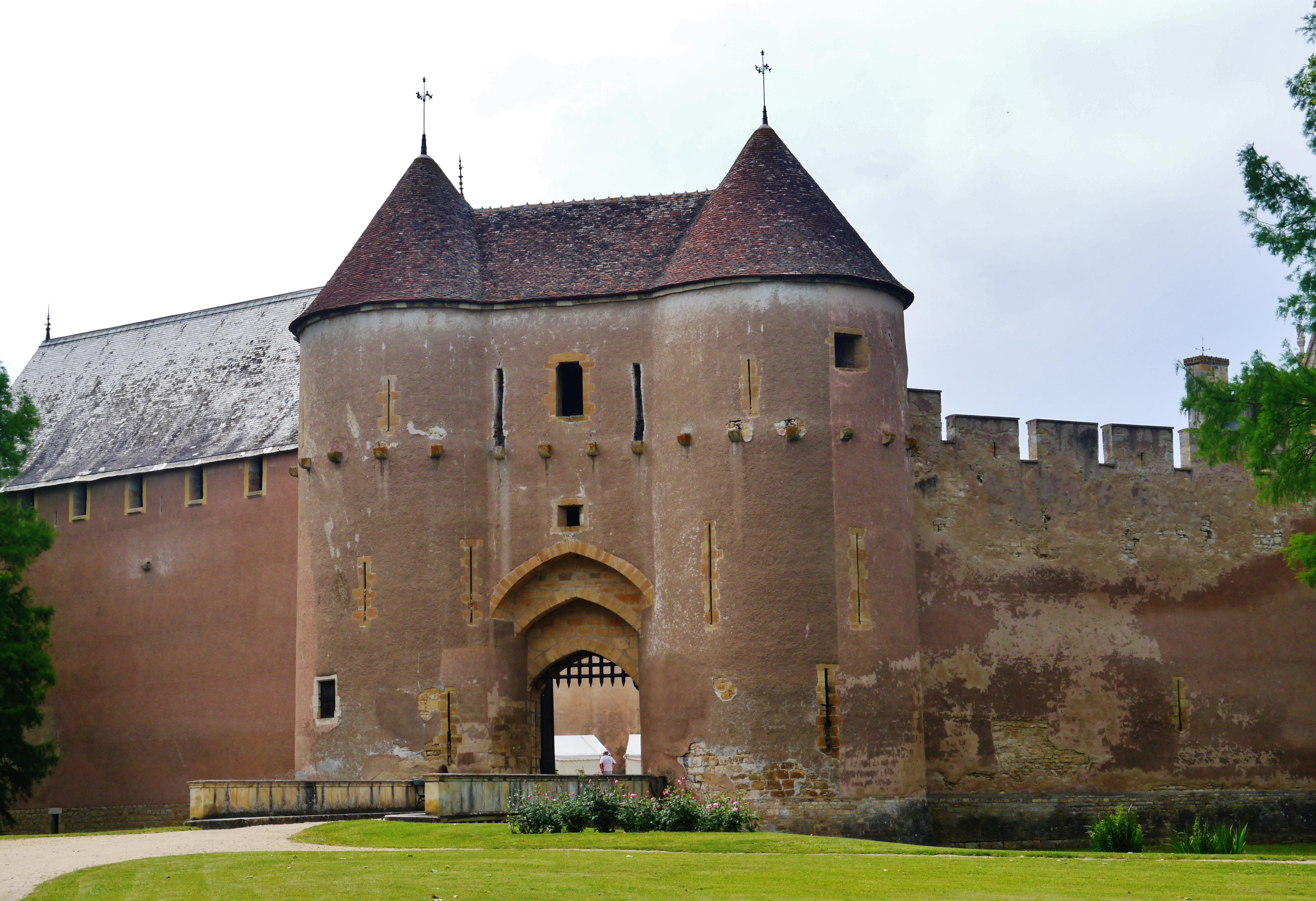
Ворота, ведущие в крепость
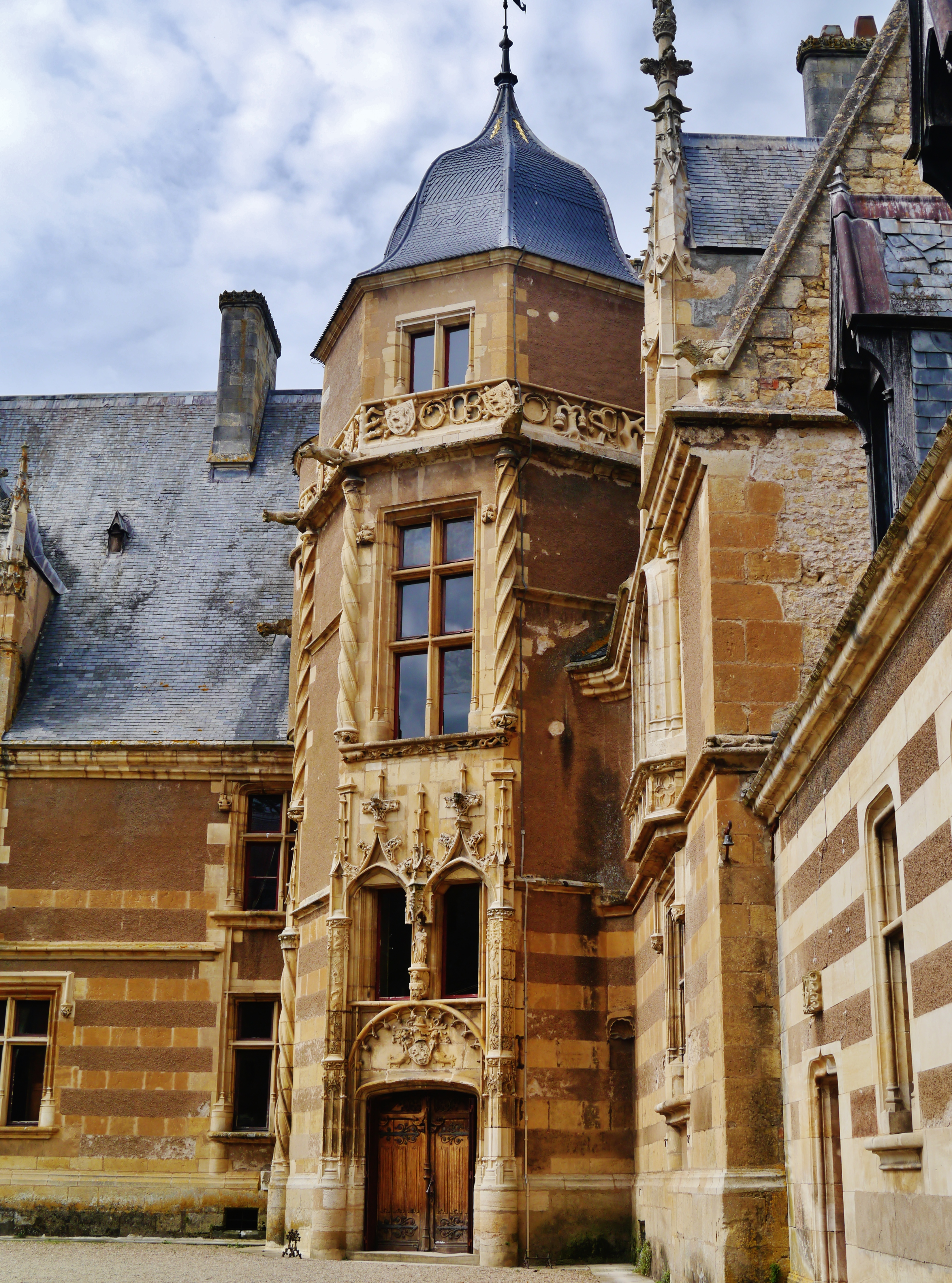
Лестничная башня замка
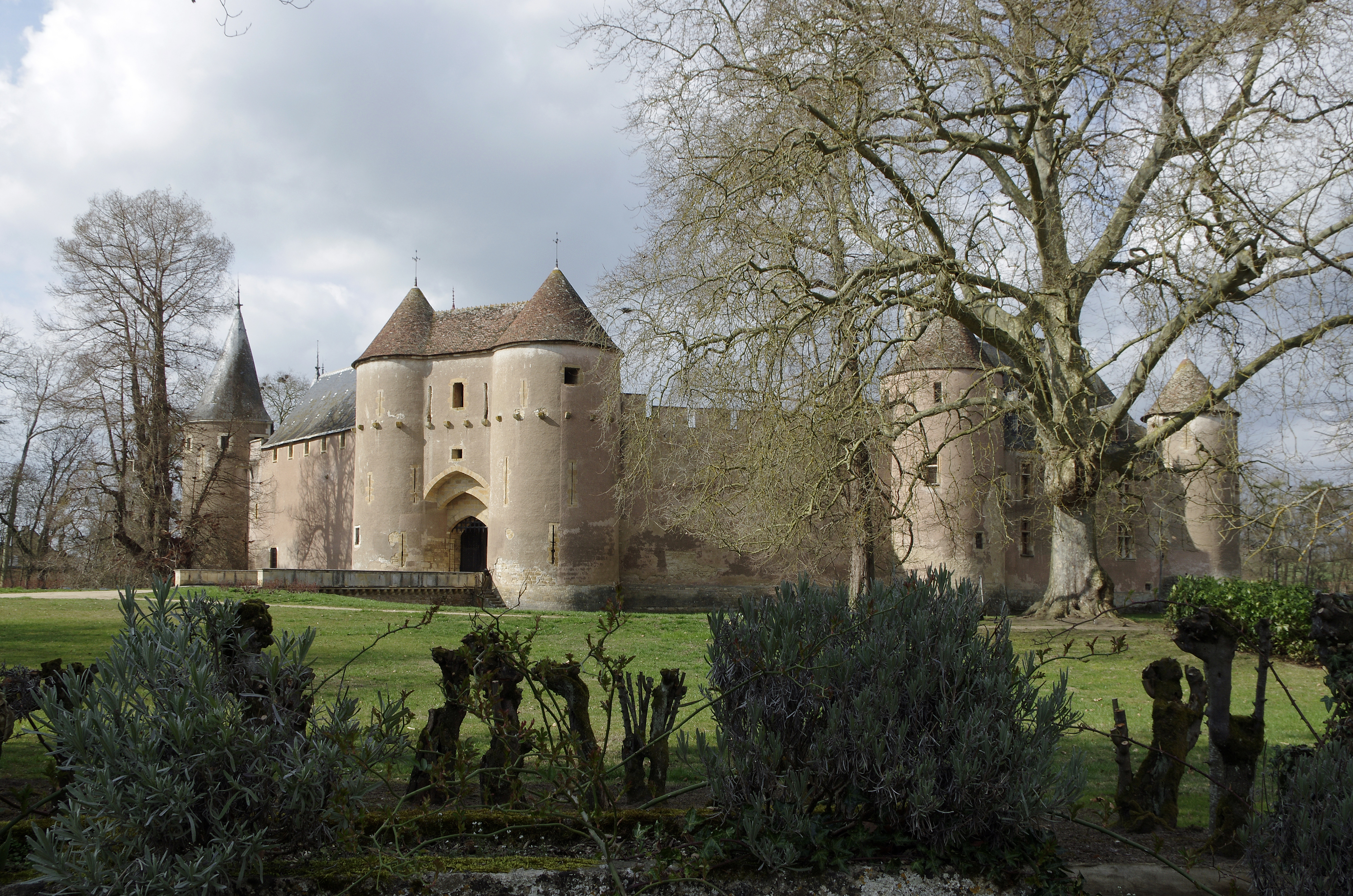
Общий вид крепости